# 장산 (강원)
장산(壯山)은 대한민국 강원특별자치도 태백시와 영월군에  걸쳐 있는 높이 1,409m의 산이다.
백두대간의 함백산이 서쪽으로 가지를 쳐 웅장하게 솟구쳐 남쪽과 서쪽은 바위와 절벽지대를 이루고 있다.
고생대 초기의 퇴적암 지층 조선 누층군 장산층의 이름이 이 산에서 유래되었다.

## 같이 보기
- 한국의 산
- 장산층 (장산 규암층)